# Packard-Le Peré LUSAC-11
O Packard-Le Peré LUSAC-11 foi um caça de escolta biplano norte-americano, a única aeronave projetada nos Estados Unidos que chegou ser utilizada em combate durante a Primeira Guerra Mundial.

## Variantes
- LUSAC-21 equipado com motor Bugatti 16[nota 2]
- LUSAGH-21 versão de ataque ao solo com dois motores Bugatti
- LUSAGH-11 versão de ataque ao solo com um motor Liberty L-12
- LUSAO-11 triplano experimental